# Ermitage Saint-Antoine d'Alcalà de Xivert
L’ermitage Saint-Antoine (catalan : ermita de Sant Antoni ; espagnol : ermita de San Antonio) est situé à Alcalà de Xivert à 10 km de la commune. Il date du XVIIIe siècle. 

## Histoire
En 1690, on a trouvé sur la plage une statue de Saint Antoine de Padoue et en 1773, Gabriel Ebri, prêtre de l'église d'Alcala de Xivert, a construit la chapelle, qui a été bénie le 19 janvier 1774.
La chapelle a été classée comme un Bé de Rellevància Local correspondant à la catégorie de Monument d'Interès Local du patrimoine culturel de Valence, suivant la Disposició Addicional Quinta de la Llei 5/2007 du 9 février, de la Generalitat Valenciana.

## Architecture
La porte est en pierres lisses et est protégée par un porche de construction plus récente. Au-dessus s'ouvre une fenêtre ovale, surmontée par un clocheton.

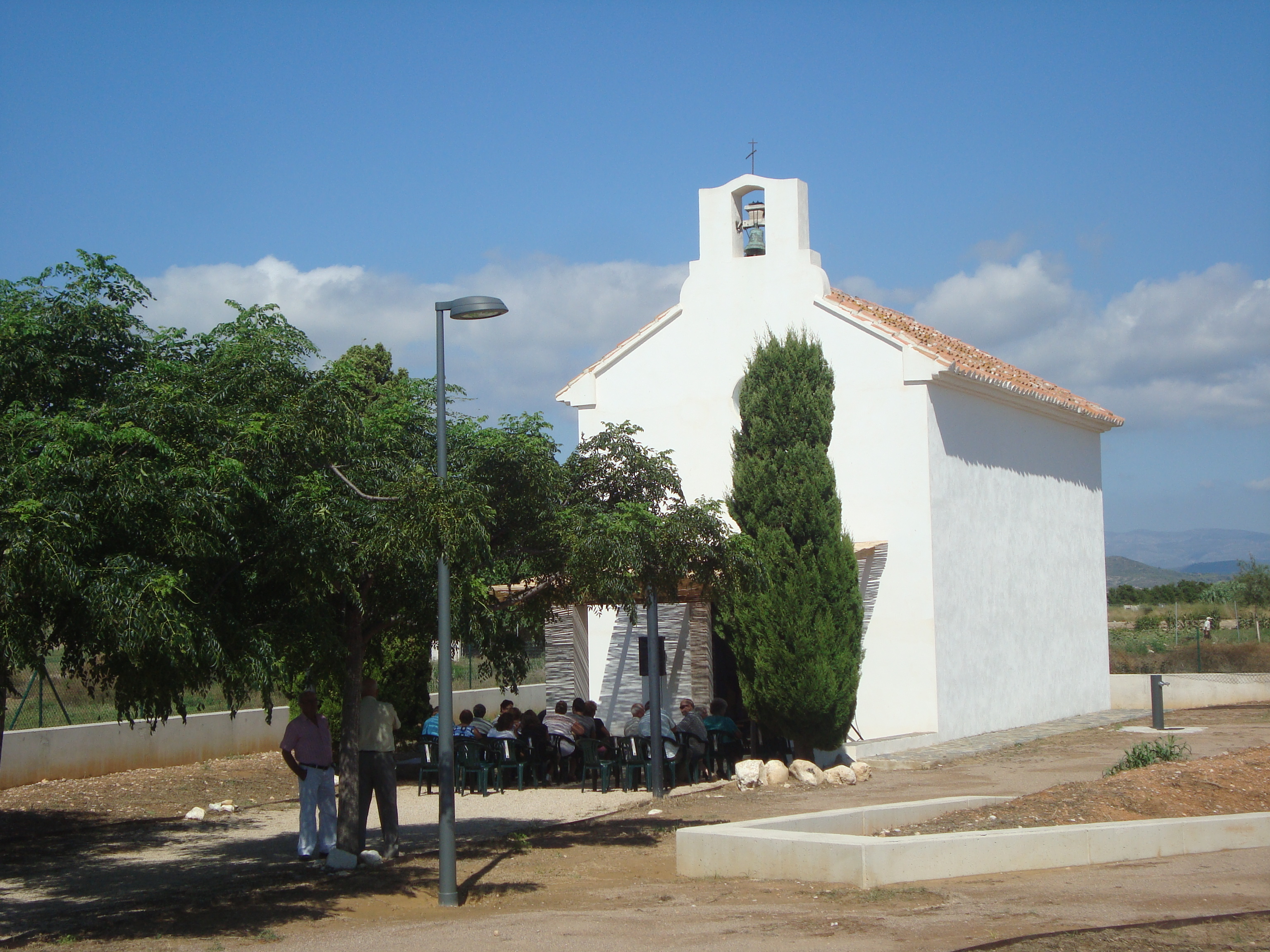
Ermitage de Saint Antoine de Padoue.

La chapelle possède une nef couverte par une voûte en berceau de deux travées avec des lunettes décorées de fenêtres aveugles encadrées de rocaille. La rocaille se prolonge en crochets et fleurons. La base des murs est couverte d'azulejos. Le chœur, octogonal, possède un autel très simple, et une niche où est gardée la statue du saint, statue de style rococo, datant du milieu du XVIIIe siècle.

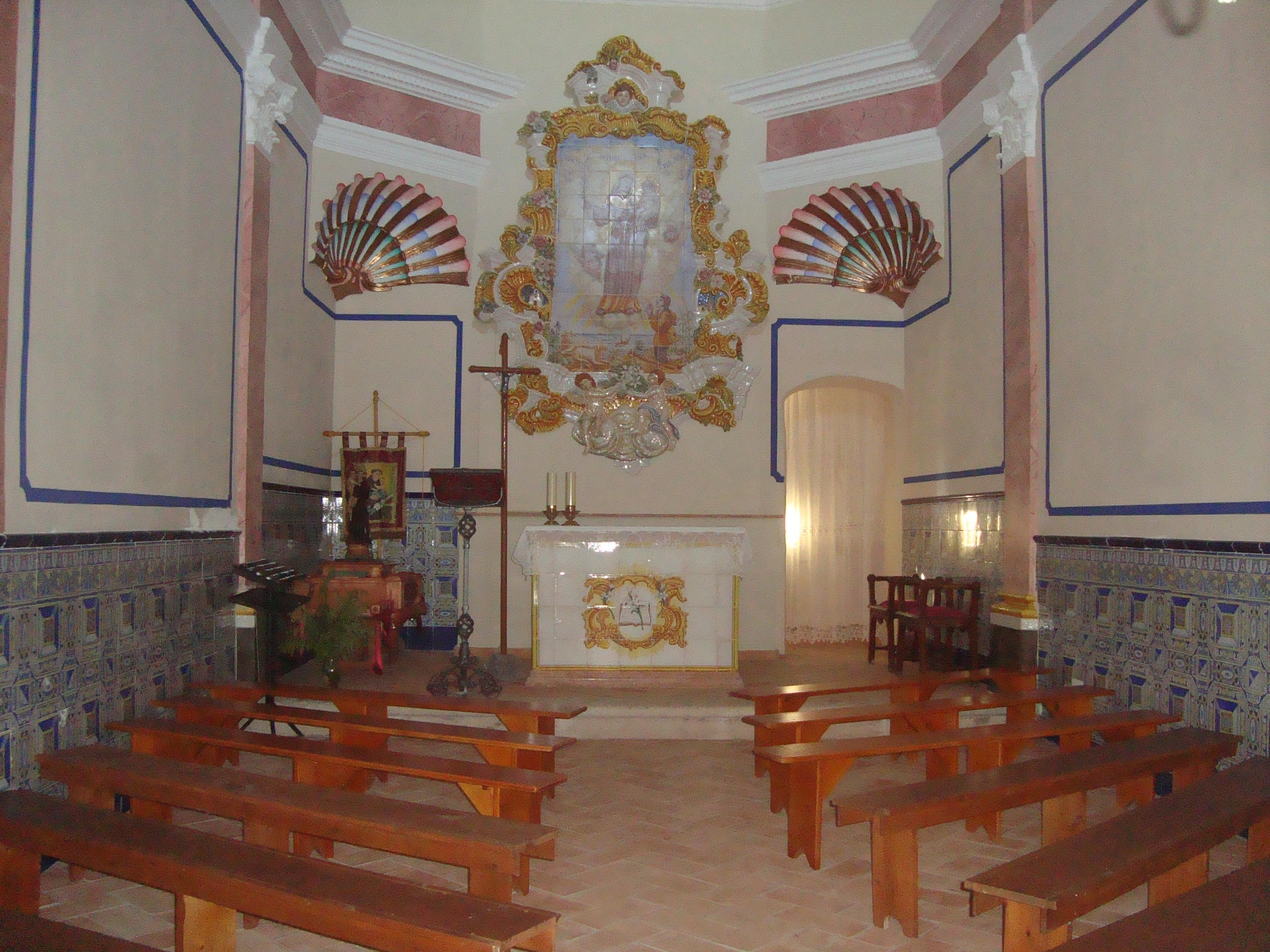
Ermitage de Saint Antoine de Padoue.

## Traditions
La fête est célébrée le dimanche qui suit le 25 juillet, fête de saint Jacques le Majeur.